# Suite voor jazzorkest nr. 2
De Suite voor jazzorkest nr. 2 (Jazzsuite nr. 2), zonder opusvermelding, is een compositie van Dmitri Sjostakovitsj uit 1938.

## Geschiedenis
Het werk is geschreven voor het GosDzhazOrkestr (gedirigeerd door Knoesjevitsky) in opdracht van Matvei Blanter. Omdat Rostropovitsj bij de uitvoering aanwezig was, was bekend dat het een driedelig werkje was. Vlak na de première is de pianopartituur echter zoekgeraakt. Aangezien er al een Suite voor jazzorkest nr. 1 was moest er dus ook een nr. 2 zijn. Per abuis is toen een achtdelig werk van allerlei verzamelde dansen aangenomen als nr. 2.
In 1998 zijn de pianoschetsen van de originele Suite voor jazzorkest nr. 2 teruggevonden door Manshyr Yakoebov, een archivaris van stukken van de componist. Op verzoek van de weduwe Irina Antonovna Sjostakovitsj heeft de Britse componist Gerard McBurney de orkestratie opnieuw ingevuld. De herpremière van het werk vond plaats door het BBC Symphony Orchestra onder leiding van Andrew Davis in het kader van de Proms.

## Delen
- Scherzo
- Lullaby
- Serenade

De 'foute' Jazzsuite nr. 2 heeft inmiddels een nieuwe titel: Suite voor variété-orkest.